# Mohelnice (klein district)
Správní obvod obce s rozšířenou působností Mohelnice (Nederlands: Administratief district van de gemeente met uitgebreide bevoegdheid Mohelnice, afgekort SO ORP Mohelnice) is een van de drie administratieve districten van gemeenten met uitgebreide bevoegdheid (správní obvody rozšířené působnosti obcí) in het Tsjechische district Šumperk in de regio Olomouc. Het administratief district is in 2003 opgericht en binnen het district vallen 14 gemeenten. De stad Mohelnice is de enige  gemeente met bevoegd gemeentebestuur (obec s pověřeným obecním úřadem).

## Lijst van gemeente
De obce (gemeenten) in de SO ORP Mohelnice. De vetgedrukte plaatsen hebben stadsrechten. De cursieve plaatsen zijn steden zonder stadsrechten (zie: vlek).
Klopina - Krchleby - Líšnice - Loštice - Maletín - Mírov - Mohelnice - Moravičany - Palonín - Pavlov - Police - Stavenice - Třeština - Úsov